# Dumitru Nadu
Dumitru Nadu (* 10. Mai 1957 in Timișoara) ist ein ehemaliger rumänischer Fußballspieler.
Nadu spielte in seinem Heimatland für den FC Politehnica Timișoara. Sein größter Erfolg war die Finalteilnahme im nationalen rumänischen Pokal 1980. Finalgegner Steaua Bukarest wurde mit 2:1 in der Verlängerung besiegt. Ein Jahr später, 1981, gelang Timișoara wieder der Einzug ins Finale: Diesmal traf Nadu mit seinen Mitspielern auf den FC Universitatea Craiova, das Endspiel ging 0:6 verloren. 1982 wechselte er nach Deutschland zum Karlsruher SC.
Der Mittelfeldspieler debütierte zwar am dritten Spieltag 1982/83 in der Bundesliga, gehörte aber die zwei ersten Spieljahre der KSC-Amateurelf an. Unter Trainer Horst Franz debütierte er am 1. September 1982 bei einer 0:4-Heimniederlage gegen den FC Bayern München in der Bundesliga; er wurde in der 65. Minute für Wilfried Trenkel eingewechselt. Nadu gewann mit den KSC-Amateuren unter Trainer Lothar Strehlau und mit Mitspielern wie Günter Walz 1982/83 die Meisterschaft in der Verbandsliga Nordbaden und schaffte damit den Aufstieg in die Oberliga Baden-Württemberg. Mit dem Aufsteiger belegte er 1983/84 den 13. Rang; er kam in dieser Runde zu keinem weiteren Profieinsatz beim KSC. Zur Saison 1984/85, der KSC war in die Bundesliga zurückgekehrt, bekam er einen Profivertrag. Externe Neuzugänge waren zusätzlich Joachim Löw (SC Freiburg), Achim Glückler (VfB Stuttgart) und Borisa Mitrović (Roter Stern Belgrad). Trainer Werner Olk brachte ihn erstmals am 7. September 1984 bei einem 2:2-Heimremis gegen Eintracht Frankfurt zum Einsatz. Für den KSC absolvierte er 16 Spiele und erzielte ein Tor.